# Paul Kim Ok-kyun
Paul Kim Ok-kyun, ko: 김옥균 바오로, (* 9. Dezember 1925 in Yongin, Südkorea; † 1. März 2010) war Weihbischof im Erzbistum Seoul.

## Leben
Paul Kim Ok-kyun studierte Philosophie am Songsin College in Seoul und Theologie an der Katholischen Universität Lille. Er empfing am 18. Dezember 1954 das Sakrament der Priesterweihe und studierte von 1954 bis 1959 Journalismus in Lille. Er war anschließend Leiter des katholischen Hauses in Seoul und Sekretär des Erzbischofs von Seoul, ab 1962 Kanzler des Erzbistums. Nach seelsorgerischen Tätigkeiten von 1965 bis 1982 wurde er wiederum Kanzler des Erzbistums Seoul.
Papst Johannes Paul II. ernannte ihn 1985 zum Titularbischof von Girba und bestellte ihn zum Weihbischof im Erzbistum Seoul. Die Bischofsweihe spendete ihm am 25. April 1985 Stephen Kardinal Kim Sou-hwan, Erzbischof von Seoul; Mitkonsekratoren waren Victorinus Youn Kong-hi, Erzbischof von Kwangju, und Joseph Kyeong Kap-ryong, Bischof von Daejeon. Von 1985 bis 2001 war er zudem Generalvikar des Erzbistums Seoul.
Paul Kim war Mitglied der Kommission für Soziale Fragen der Bischofskonferenz in Südkorea (1985 bis 2001), ständiges Mitglied des Rates der CBCK (1987 bis 1999), Präsident der Kommission für das Laienapostolat der CBCK (1994–2001), Präsident der Kommission für die Kommunikation der CBCK (1990 bis 1999) und Vorsitzender der bischöflichen Kommission für Mission (1997 bis 1999). 1993 wurde er Berater der Bischofskonferenz für die Wiedervereinigung Koreas.
2001 wurde seinem altersbedingten Rücktrittsgesuch durch Papst Johannes Paul II. stattgegeben.